# Chain Reaction (film, 2006)
Pour les articles homonymes, voir Chain Reaction.
Chain Reaction (aussi sorti sous le titre House of Blood) est un film allemand réalisé par Olaf Ittenbach, sorti en 2006.

## Synopsis
Après l'accident d'un car transportant des prisonniers, ces derniers s'échappent dans la forêt et sont confrontés à des zombis.

## Fiche technique
- Titre : Chain Reaction
- Réalisation : Olaf Ittenbach
- Scénario : Olaf Ittenbach et Thomas Reitmair
- Production : Olaf Ittenbach et Hans-Arnd Jovi
- Budget : 1 million d'euros
- Musique : Michael Ehninger
- Photographie : Holger Fleig
- Montage : Eckart Zerzawy
- Décors : Christian Schaberl
- Costumes : Barbara Schwarz
- Pays d'origine : Allemagne
- Format : Couleurs - 1,77:1 - Stéréo - 35 mm
- Genre : Horreur
- Durée : 103 minutes
- Dates de sortie : 2006 (Allemagne), 17 octobre 2006 (États-Unis)

## Distribution
- Christopher Kriesa : Douglas Madsen
- Martina Ittenbach : Alice
- Simon Newby : Arthur Palmer
- Luca Maric : Spence Palmer
- Mehmet Yilmaz : Vincenzo Tomassi
- Jaymes Butler : Stephen Nix
- Dan van Husen : Paul Anderson
- Daryl Jackson : Jimmy
- Wolfgang Müller : George
- James Matthews : Shawn
- Klaus Münster : Joseph
- Gerhard Jilka : Phillipp
- Harald Pucher : Wallace
- Lisa Sachsenweger : Karen
- Gunter Bender : Ron

## Autour du film
- Le tournage s'est déroulé à Munich, ainsi qu'en Autriche.
- La chanson So Cool a été composée par Franz Seifert, Markus Sternagel, Chris Heck et Thomas Reitmair.
- À noter, une petite apparition du réalisateur en tant que prisonnier à la fin du métrage.